# Montigny-en-Arrouaise
 Montigny-en-Arrouaise  là một xã ở tỉnh Aisne, vùng Hauts-de-France thuộc miền bắc nước Pháp.